# Bison bonasus hungarorum
 (janvier 2013).
Si vous disposez d'ouvrages ou d'articles de référence ou si vous connaissez des sites web de qualité traitant du thème abordé ici, merci de compléter l'article en donnant les références utiles à sa vérifiabilité et en les liant à la section « Notes et références ».
Sous-espèce
Bison bonasus hungarorum, le Bison de Hongrie, est une sous-espèce éteinte du Bison d'Europe.

## Répartition
Cette sous-espèce vivait dans les montagnes de Carpathes, de Transylvanie.

## Alimentation
Le bison de Hongrie mangeait des herbes, des plantes et des fruits.

## Extinction
La cause de son extinction est la chasse et la destruction de son habitat.

## Classification
Le nom valide complet (avec auteur) de ce taxon est Bison bonasus hungarorum Kretzoi, 1946.